# 阿爾達的春天
阿爾達的春天（Spring of Arda），是阿爾達（世界）在巨燈紀的時代名稱，當時萬物初造，維拉還住在奧瑪倫島。
但米爾寇趁托卡斯睡著之時，帶領手下越過黑夜之牆，進入中土大陸最北邊，率軍攻擊兩盞巨燈，其中火焰席捲全球，阿爾達幾乎毀於一旦，阿爾達的春天結束了。